# Monsieur Tranquille – Superstar
Albums de Monsieur Tranquille
Monsieur Tranquille – Faut pas m'chercher
(1977) Eugène – Les chansons d'Eugène
(1977)
Singles
1. Pepperoni / La chanson des martiens.
Sortie : 1977

Monsieur Tranquille – Superstar est le deuxième album de Monsieur Tranquille, commercialisé en 1977.  Il porte le numéro de catalogue P.A.X. MT-14002.
La marionnette Monsieur Tranquille est un personnage de la série télévisée québécoise pour enfants Monsieur Tranquille.  Elle est animée par Roger Giguère, qui lui prête également sa voix.

## Composition
Le titre instrumental intitulé Le thème du quiz est en réalité le générique de l'émission.
Une nouvelle version du succès Pepperoni a été enregistrée pour cet album. La version en 45 tours n'a été réédité qu'en 2022, lorsque Les Disques Mérite l'ont publiée sur une compilation numérique.

## Titres
| 1. | Pepperoni (version album)  | Les Jokers                                                        | 3:22 |
| 2. | Bienvenue dans mon grenier | Gerry Bribosia, Jerry Devilliers, Claude Leclerc, Louise Dussault | 3:05 |
| 3. | Y faut l'faire             | Gerry Bribosia, Jerry Devilliers, Claude Leclerc, Louise Dussault | 2:20 |
| 4. | Qui a cassé le pot d'café? | Gerry Bribosia, Jerry Devilliers, Claude Leclerc, Louise Dussault | 2:43 |
| 5. | Chez M. Tranquille (vocal) | Gerry Bribosia, Raymond Turcotte                                  | 2:08 |

| 6.  | Superstar                         | Pierre Laurendeau, Gilles Fleurent                                | 2:28 |
| 7.  | Thème du quiz                     | Gerry Bribosia, Jerry Devilliers                                  | 3:16 |
| 8.  | Disco Tranquille                  | Gerry Bribosia, Jerry Devilliers, Claude Leclerc, Louise Dussault | 3:40 |
| 9.  | La chanson des martiens           | Gerry Bribosia, Raymond Turcotte                                  | 3:05 |
| 10. | Chez M. Tranquille (instrumental) | Gerry Bribosia                                                    | 2:08 |

## Crédits
- Production : Gerry Bribosia (sauf Superstar & Qui a cassé le pot d'café? : par Pierre Laurendeau)
- Éditions des Patriotes
- Éditions T.M.
- Manufacturé par : Les Disques P.A.X. (1977)
- Distribué par : Trans-Canada Musique Service Inc.
- Graphisme : Roger Belle-Isle